# Ali Mohammed al-Nimr
Ali Mohammed al-Nimr (en arabe : على محمد باقر النمر) est un Saoudien, né en 1994, qui a participé, alors qu'il avait 17 ans, aux manifestations saoudiennes, en 2011, durant le printemps arabe.
Arrêté en 2012, il est condamné à mort en 2014, dont la sentence exécutable à partir du 23 septembre 2015, après la ratification de sa peine par le roi Salmane d'Arabie saoudite, par décapitation et crucifiement, son corps étant ensuite exposé publiquement jusqu'au pourrissement de ses chairs. Son exécution n'a finalement pas eu lieu,. La sentence ayant été commuée en une peine de dix ans d'emprisonnement après que Ryad ait annoncé en 2020 que la peine capitale ne s'appliquerait plus aux condamnés mineurs au moment des faits, Ali Mohammed al-Nimr a retrouvé la liberté le 27 octobre 2021 après être resté près de dix ans en prison. 
Il est un neveu de cheikh Nimr Baqr al-Nimr, un opposant chiite au régime saoudien également condamné à mort et exécuté le 2 janvier 2016,.

## Activités durant le printemps arabe
Alors âgé de 17 ans, Ali Mohammed al-Nimr aurait participé aux manifestations saoudiennes, en 2011, à Qatif, durant le printemps arabe.
Selon un jugement de la cour, il a « encouragé les manifestations pro-démocratie en utilisant un BlackBerry ».

## Cas juridique
Arrêté le 14 février 2012 par la Mabahith, une police secrète de l'Arabie saoudite, Ali Mohammed al-Nimr a été détenu à la prison à Dammam. Il a déclaré avoir été torturé durant sa détention afin de lui arracher des aveux.
Jugé, le 27 mai 2014 Ali Mohammed al-Nimr est condamné à mort, par le tribunal pénal spécial de Djeddah, pour « avoir participé à des manifestations contre le gouvernement, en attaquant les forces de sécurité, possession d'une mitrailleuse et vol à main armée ». Ses appels auprès de la cour criminelle spéciale d'Arabie saoudite (en) et de la Cour suprême ont été rejetés.
Le 23 septembre 2015, la ratification de l'exécution d'Ali Mohammed al-Nimr par le roi d'Arabie Saoudite Salmane était en attente. Après cette signature, la peine de décapitation et de crucifiement sera effectuée.

### Conditions juridiques
Les conditions juridiques de cette affaire n'ont pas été respectées par les autorités saoudiennes en refusant à Ali Mohammed al-Nimr l'accès régulier à son avocat, en refusant de lui permettre de lui donner un stylo et du papier, en refusant à son avocat de contre-interroger les témoins, et refusant d'informer son avocat sur les dates de plusieurs audiences.  En outre les appels d'Ali Mohammed al-Nimr auprès des cours ont été tenus secrets,.

### Campagne de soutien
De nombreux pays ont été indignés et sont intervenus par voie diplomatique, scandalisés par la nomination d'un représentant de l'Arabie saoudite au Conseil des droits de l'homme des Nations unies, le lundi précédent.
Les Français François Hollande et Manuel Valls ont demandé aux autorités saoudiennes de ne pas exécuter Ali Mohammed al-Nimr,, tout comme le chef de l'opposition britannique Jeremy Corbyn.

## Vie privée
Ali Mohammed al-Nimr est un neveu de cheikh Nimr Baqr al-Nimr, opposant au gouvernement saoudien, très populaire chez les jeunes, qui est arrêté le 8 juillet 2012 et également condamné à mort par le tribunal pénal spécial (en) le 15 octobre 2014 pour « activités anti-gouvernementales », avant d'être exécuté le 2 janvier 2016. La famille d'Ali Mohammed al-Nimr suppose que cette relation est la raison de son arrestation et sa condamnation.